# Dariganga járás
Dariganga járás (mongol nyelven: Дарьганга сум) Mongólia Szühebátor tartományának egyik járása. Területe 4814 km². Népessége kb. 3000 fő.
Székhelye, Ovót (Овоот) 200 km-re fekszik Barún-Urt tartományi székhelytől.